# Oberdolling
Oberdolling – miejscowość i gmina w Niemczech, w kraju związkowym Bawaria, w rejencji Górna Bawaria, w regionie Ingolstadt, w powiecie Eichstätt, wchodzi w skład wspólnoty administracyjnej Pförring. Leży około 33 km na południowy wschód od Eichstätt.

## Dzielnice
W skład gminy wchodzą następujące dzielnice: Oberdolling, Unterdolling, Hagenstetten, Harlanden, Weißendorf i Sankt Lorenz.

## Demografia
| Rok  | Liczba mieszk. |
| ---- | -------------- |
| 1970 | 826            |
| 1987 | 954            |
| 2000 | 1 200          |
| 2005 | 1 229          |

Dane o ludności z 31 grudnia 2008:
| Opis                                | Ogółem | Ogółem | Kobiety | Kobiety | Mężczyźni | Mężczyźni |
| ----------------------------------- | ------ | ------ | ------- | ------- | --------- | --------- |
| Jednostka                           | osób   | %      | osób    | %       | osób      | %         |
| Populacja                           | 1230   | 100    | 643     | 52,28   | 587       | 47,72     |
| Wiek przedprodukcyjny (0–17 lat)    | 263    | 21,38  | 155     | 12,6    | 108       | 8,78      |
| Wiek produkcyjny (18–65 lat)        | 793    | 64,47  | 383     | 31,14   | 410       | 33,33     |
| Wiek poprodukcyjny (powyżej 65 lat) | 174    | 14,15  | 105     | 8,54    | 69        | 5,61      |

## Polityka
Wójtem gminy jest Josef Lohr z CSU, rada gminy składa się z 12 osób.
|      | CSU | CWG | Razem |
| 2008 | 6   | 6   | 12    |
| 2002 | 7   | 5   | 12    |

## Oświata
W gminie znajduje się przedszkole (50 miejsc).